# Stanislav Seman
Stanislav Seman, né le 6 août 1952 à Košice (Tchécoslovaquie), est un footballeur slovaque, évoluant au poste de gardien de but. Au cours de sa carrière, il évolue au FC Lokomotíva Košice, au Dukla Banská Bystrica et à l'Alki Larnaca ainsi qu'en équipe de Tchécoslovaquie.
Seman reçoit quinze sélections avec l'équipe de Tchécoslovaquie entre 1980 et 1982. Il participe aux Jeux olympiques en 1980, au Championnat d'Europe en 1980 et à la Coupe du monde en 1982 avec l'équipe de Tchécoslovaquie.

## Carrière de joueur
- 1970-1972 :  FC Lokomotíva Košice
- 1972-1974 :  Dukla Banská Bystrica
- 1974-1984 :  FC Lokomotíva Košice
- 1984-1987 :  Alki Larnaca

## Palmarès

### En équipe nationale
- 15 sélections et 0 but avec l'équipe de Tchécoslovaquie entre 1980 et 1982
- Vainqueur des Jeux olympiques en 1980

### Avec le Lokomotíva Košice
- Vainqueur de la Coupe de Tchécoslovaquie en 1977 et 1979